# Macroglossum mitchelli
Espèce
Macroglossum mitchelli est une espèce de lépidoptères de la famille des Sphingidae, de la sous-famille des Macroglossinae, tribu des Macroglossini, sous-tribu des Macroglossina, et du genre Macroglossum.

## Description
L'envergure varie de 55 à 74 mm. Cette espèce est facilement identifiée par le dessus de la tête et du thorax qui portent une large bande médiane très sombre qui divise le fond gris-rose en deux bandes. La face dorsale des ailes antérieures montre une bande antémédiane beaucoup plus large à la marge interne. La bande postmédiane est de couleur noire, angulaire à la veine 6, où elle se joint aux marques subapicales. Les ailes postérieures avec une bande jaune plus large et à peine resserrée au milieu. La face ventrale a des lignes sur l'aile postérieure plutôt plus proéminentes.

## Répartition et habitat
Répartition
L'espèce est connue au Sri Lanka, sud et est de l'Inde, Thaïlande, sud de la Chine, Taiwan, Vietnam, Malaisie (péninsulaire, Sarawak) et en Indonésie (Sumatra, Kalimantan, Java).

## Systématique
L'espèce Macroglossum mitchelli a été décrite par le naturaliste français Édouard Ménétries en 1857.

### Synonymie
- Macroglossum mitchellii Boisduval 1875
- Macroglossa imperator Butler, 1875[2]
- Macroglossum mitchellii chinensis Clark, 1928

### Liste des sous-espèces
- Macroglossum mitchellii mitchellii (Java)
- Macroglossum mitchellii imperator Butler, 1875